# Pedro Arispe
Pedro Arispe (Montevidéu, 30 de setembro de 1900 — 4 de abril de 1960) foi um futebolista uruguaio, que fez parte da chamada Celeste Olímpica, conquistando, entre outros títulos, o bicampeonato olímpico em 1924 e 1928 e a Copa do Mundo FIFA em 1930, como assistente.

## Carreira

### Clubes
Nascido no pitoresco bairro do Cerro, começou tenramente a sua labor futebolística. Passou fugazmente por Albion del Cerro, Reformers e Belgrano Oriental até chegar em 1919 ao Rampla Juniors, clube pelo qual atuou 18 temporadas entre 1919 e 1937, sendo 15 dessas temporadas na primeira divisão, envergando a camisa vermelha e verde do Rampla em mais de 300 partidas pela divisão principal do futebol uruguaio e sagrando-se campeão nacional em 1927.
Defensor de estilo sóbrio. Foram memoráveis as suas atuações ao lado de José Nasazzi durante as ocasiões em que defenderam o futebol charrua no Velho Continente.

### Celeste Olímpica
Pela Celeste foram 19 partidas e a medalha de ouro nos Jogos Olímpicos de 1924 e de 1928, além do campeonato sul-americano (atual Copa América) em 1924 e da Copa Lipton (contra os argentinos) em 1924,1927 e 1929 e da Copa Newton, também contra os rivais do Prata em 1929.
Foi emprestado ao Nacional em 1925, participando de uma memorável tournée feita pela Europa que durou 5 meses. Era cognominado de El indio e foi assistente do técnico Alberto Suppici que dirigiu os uruguaios na conquista do primeiro Campeonato Mundial de Futebol em 1930.